# Akademickie Centrum Kultury i Sztuki „Od Nowa”

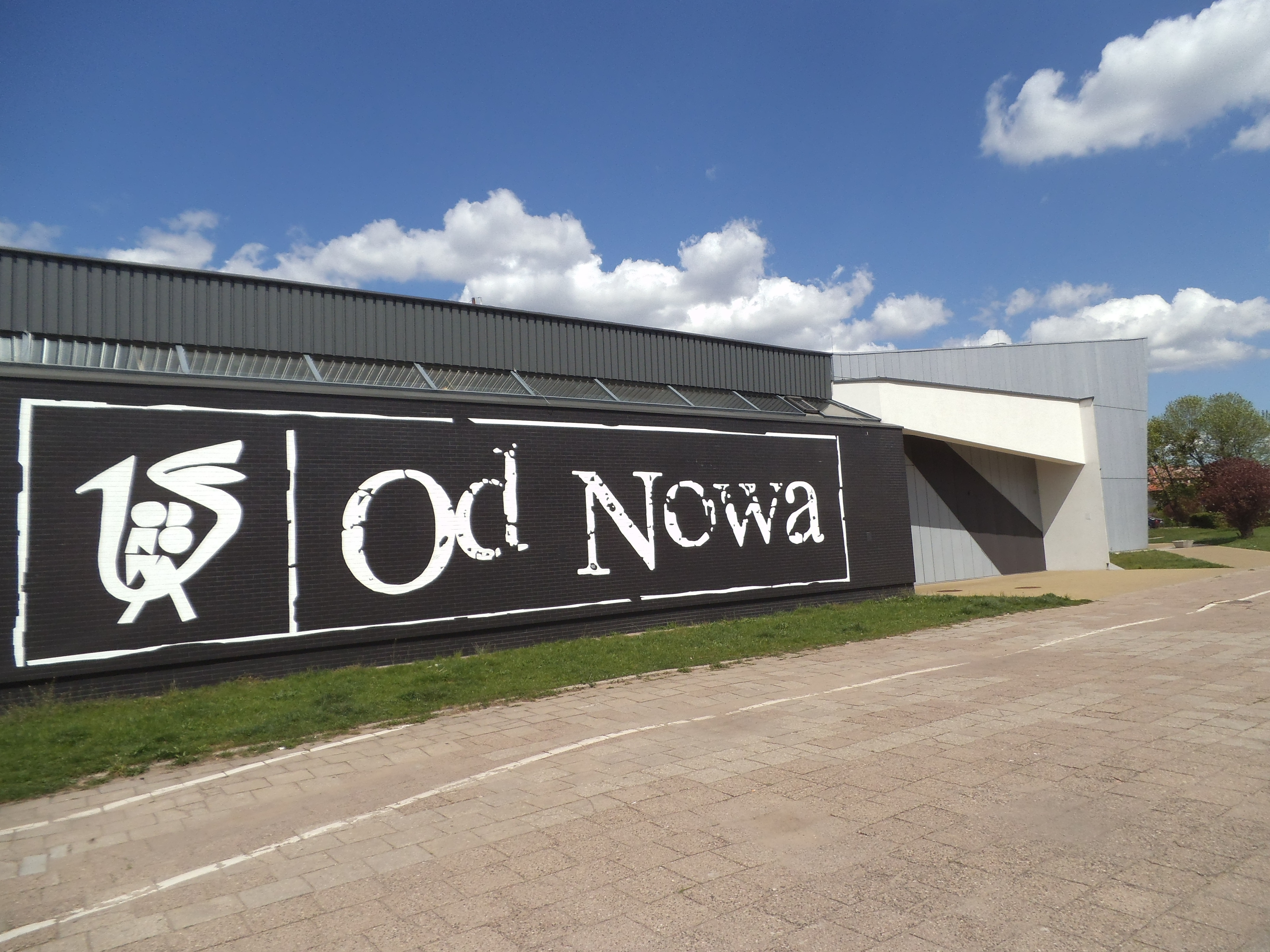
Siedziba klubu przy ul. Gagarina 37a

Akademickie Centrum Kultury i Sztuki „Od Nowa” (dawniej: Studencki Klub Pracy Twórczej „Od Nowa”) – klub studencki należący do Uniwersytetu Mikołaja Kopernika w Toruniu. Dyrektorem instytucji jest Roman Tondel. Siedziba klubu mieści się przy ul. Gagarina 37a.
W jego skład wchodzą: Klub „Od Nowa”, Aula Uniwersytetu Mikołaja Kopernika w Toruniu, Chór Akademicki Uniwersytetu Mikołaja Kopernika w Toruniu, Dyskusyjny Klub Filmowy „Niebieski Kocyk”, Uniwersytecka Rozgłośnia „Radio Sfera”.

## Historia
Klub powstał w grudniu 1958 roku, pierwotnie mieścił się w świetlicy w Domu Studenckim nr 1. Pierwszym szefem Klubu był Stefan Kościelecki. Rok później Klub przeniesiono do świetlicy w Domie Studenckim nr 2. W październiku 1963 roku „Od Nowa” została przeniesiona do Dworu Artusa. Na przełomie lat 70. i 80. „Od Nowa” była jednym z ważniejszych ośrodków muzyki punkrockowej w Polsce. W kwietniu 1981 roku w „Od Nowie” odbył się pierwszy koncert muzyczny Republiki. Wiosną 1983 roku klub przeniósł się do nowego budynku znajdującego się na Bielanach.
W 1991 roku dyrektorem „Od Nowy” został Maurycy Męczekalski. Był on pomysłodawcom festiwali muzycznych Toruń Blues Meeting, Afryka Reggae Festival, Alternatywne Spotkania Teatralne „Klamra”. W 1996 roku w „Od Nowie” rozpoczęły działalność Galeria 011 oraz Kino Studenckie „Niebieski Kocyk”. W 2000 roku w klubie odbył się pierwszy Majowy BUUM Poetycki, a rok później pierwsza edycja festiwalu muzycznego Jazz Od Nowa Festival.
W 2008 roku Studencki Klub Pracy Twórczej „Od Nowa” otrzymał Medal „Za zasługi dla Miasta Torunia” na wstędze. W latach 2011–2012 rozbudowano i zmodernizowano siedzibę „Od Nowy”. 1 października 2012 roku Studencki Klubu Pracy Twórczej „Od Nowa” przekształcono w Akademickie Centrum Kultury i Sztuki „Od Nowa”. W tym samym miesiącu powstała Galeria Dworzec Zachodni. Promuje ona sztukę współczesną. Nazwą nawiązuje do dworca kolejowego, który znajdował się na miejscu Galerii. Działalność Galerii zainaugurował wernisaż wystaw malarstwa i pierwszego szefa „Od Nowy” prof. Stefana Kościeleckiego.